# Quattro evangelisti (Cifrondi)
Quattro evengalisti sono l'insieme di quattro dipinti posti sulla controfacciata della chiesa di Santo Spirito di Bergamo realizzati dal clusonese Antonio Cifrondi intitolati: San Giovanni Evangelista scrivente, San Luca dipinge la Madonna, San Marco ispirato e San Matteo e l'angelo e realizzati in un periodo che va dal 1701 al 1705 e aventi le medesime dimensioni.

## Storia
Le quattro tele sono un ciclo pittorico che l'artista clusonese ha realizzato tra il 1701 e il 1705 durante il periodo in cui era ospite presso il monastero, a causa della sua necessità di spostarsi dalla località nativa, per poter realizzare le molte commissioni che aveva ricevuto per le chiese della città orobica, nonché le numerose commissioni dei canonici lateranensi. L'artista aveva realizzato molte opere per i canonici, forse una cinquantina, ma nella chiesa e nei locali della sacrestia se ne conservano solo diciassette.
Scrisse Francesco Tassi: 
(Tassi - Vite de' pittori, scultori e architetti bergamaschi)
Gli importanti lavori realizzati dall'artista gli diedero notorietà in Bergamo presso la curia vescovile, portando a una importante credito di commissioni presso le chiese e i privati.
Il ciclo pittorico richiese molti anni lavorativi tra il 1701 al 1706, pitture che presentano la rivisitazione del classicismo. Nei lavori ben visibile il cambiamento che l'artista aveva subito grazie al suo viaggio in Emilia. I colori si presentano più caldi e pastosi.

## Descrizione
Le quattro tele, dipinte a olio su tela, raffigurano i quattro evangelisti a figura intera, e sono collocate sulla controfacciata dell'unica navata della chiesa; si presentano nelle identiche misure (257x159). Le opere sono di grande suggestione con i chiaroscuri, e con l'intensità delle espressioni dei soggetti che pare si ripetano ma che sono la caratteristica del clusonese. L'artista ha realizzato le quattro tele, con una gamma cromatica limitata e con esecuzione rapida. Cifrondi non preparava mai i suoi lavori, ma abbozzata i disegni direttamente sulla tela che poi dipingeva velocemente. I quadri sono firmati e datati:  A. CIFRONDI P. 1701”. Probabilmente non fu questa la loro collocazione primaria, anche se non si conosce dove fossero posti.
La chiesa conservava anche le tele raffiguranti i dottori della chiesa, opere poi andate perdute.

### San Giovanni Evangelista scrivente
Il santo Giovanni è raffigurato seduto nell'atto di scrivere probabilmente le scritture con una penna d'oca. Indossa abiti dai colori cangianti colto ampi e pare protetto dalla eli dell'acqua che è posta alle sue spalle. Una luce penetra dalle nubi che sono poste nella parte alta a illuminare lo scritto. Una tavola lignea completamente scritta è posta sulla parte frontale. Il santo, raffigurato in età adolescenziale, ha un'espressione concentrata ma serena mentre scrive con rapida foga, come se le parole potessero perdersi, tanto che i fogli sulla tavola si presentano sparsi perché lo scrivano non ha il tempo neppure di riordinare il suo scritto. La firma e la data sono impresse su di un foglio tra le carte appoggiate sul tavolo.

### San Luca dipinge la Madonna
San Luca è raffigurato di spalle nell'atto di dipingere sulla tela posta su di un cavalletto l'immagine della Madonna con il Bambino. Il santo non inventa l'immagine ma la ricopia dall'apparizione che si è presentata davanti a lui. Il santo è considerato il ritrattista della Vergine.. Ai piedi del santo il bue accovacciato tranquillamente. L'animale è il suo attributo. San Luca è scalzo, indossa abiti importanti e un mantello lo avvolge. Il Cifrondi lo raffigura dalla testa calva, questo, come i piedi scalzi sono elementi della tradizione pittorica lombarda. la frma dell'artista è posta dietro il cavalletto.

### San Marco ispirato
San Marco è dipinto illuminato da un sottile luce che scendendo dall'alto porta un pulviscolo dorato. Il santo è in contemplazione, pare ascoltare la voce divina. Ha un'espressione estatica ed è posto in ombra mentre risulta illuminata la pergamena che tiene e che srotola. Indica un brano del testo scritto quale a chiederne divina conferma. In penombra restano la colonna e il leone posto ai suoi piedi. L'evangelista Marco è raffigurato come un eroe della fede. La firma dell'artista e la data dell'opera sono impreesse in cima alla colonna.

### San Matteo e l'angelo
San Matteo evangelista è raffigurato seduto con la tavola delle scritture ed è illuminato da un'intesa luce che gli illumina il volto e la lunga barba bianca. Accanto a lui il giovane angelo che pare consigliarlo. Tra i due vi è un'intensità di dialogo che nasce sia dallo sguardo che dal movimento delle mani. Il tavolo è pieno di carte, vi è anche la penna d'oca e una clessidra rossa, il tempo che passa. La data e la firma sono impresse a fianco della clessidra.

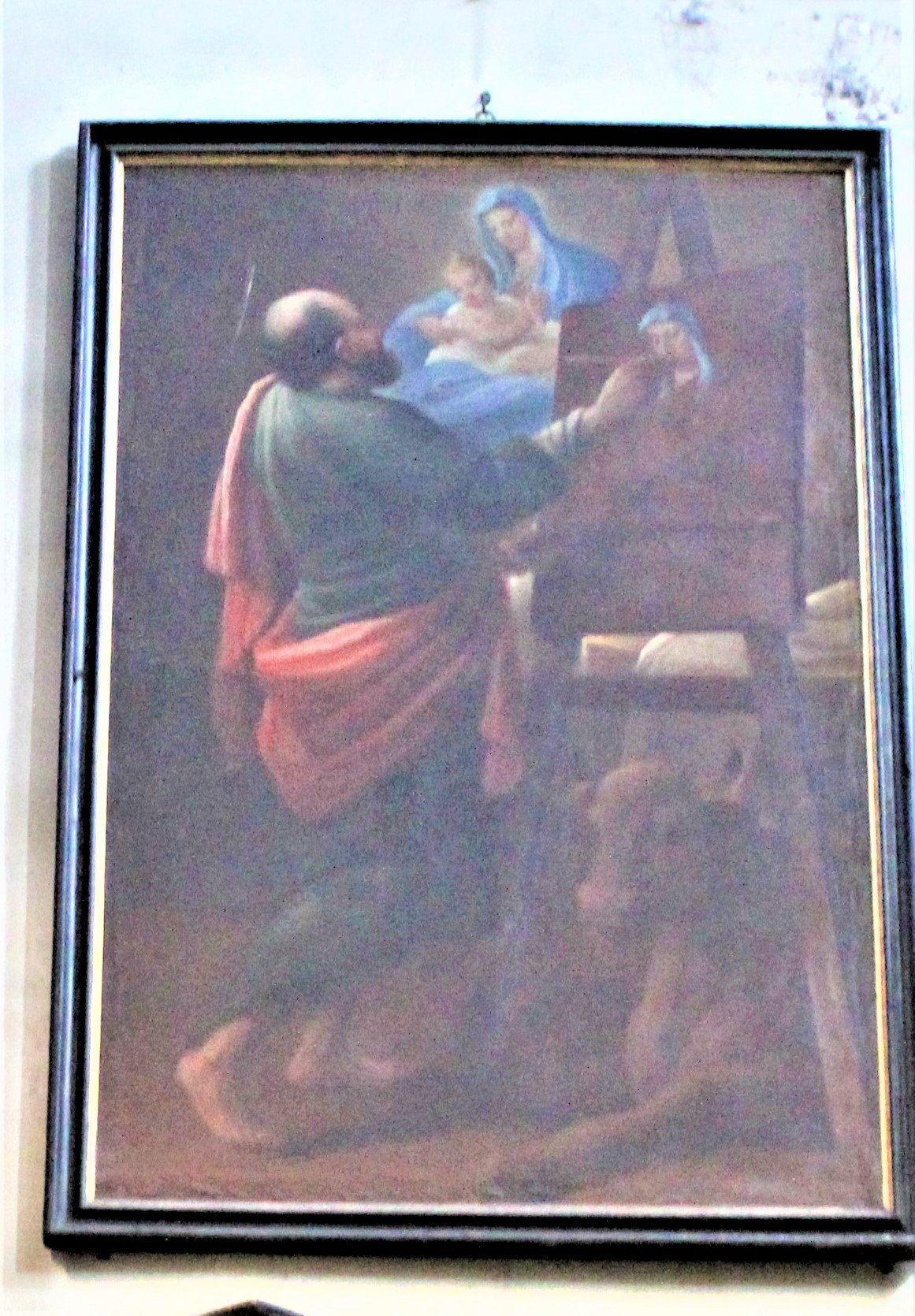
Quattro evangelisti (Antonio Cifrondi) san Luca dipinge la Madonna